# Marilyn vos Savant
Marilyn vos Savant, nascida Marilyn Mach (St. Louis, 11 de agosto de 1946) é uma escritora e colunista da revista Parade estadunidense, na qual responde a perguntas de seus leitores sobre matemática e ciência avançada.
Por apresentar um alto quociente de inteligência de 228 pontos, já foi citada no Livro Guinness dos Recordes como "a pessoa mais inteligente do mundo".

## Biografia
Marilyn nasceu em St. Louis, em 1946. É filha de Joseph Mach e Marina vos Savant. Seu pai tinha uma loja de utilidades, onde Marilyn trabalhou na adolescência. Trabalhou para alguns jornais da cidade usando pseudônimos. Casou-se muito nova, aos 16 anos, divorciando-se dez anos depois. Seu segundo casamento foi aos 35 anos.
Estudou Filosofia na Universidade Washington em St. Louis, deixando o curso depois de dois anos para pode ajudar a família. Na década de 1980, mudou-se para a cidade de Nova Iorque, para ser escritora. Escreveu para a revista Omni, com enigmas e charadas envolvendo testes matemáticos antes de escrever em sua própria coluna, "Ask Marilyn".
Marilyn casou-se com Robert Jarvik em 23 de agosto de 1987. Jarvik é um dos desenvolvedores do coração artificial Jarvik-7. Marilyn trabalhou em vários conselhos administrativos como o da Associação Nacional de Crianças Superdotadas.

### O Problema de Monty Hall
Talvez o caso mais conhecido envolvendo vos Savant tenha começado com uma pergunta em sua coluna de 9 de setembro de 1990:
| “ | Suponha que você esteja em um game show, e é dada a você a escolha de três portas. Atrás de uma porta está um carro, atrás das outros, cabras. Você escolhe uma porta, por exemplo a #1, e o anfitrião, que sabe o que está por trás das portas, abre outra porta, digamos #3, que tem uma cabra. E ele lhe diz: "Você quer escolher a porta #2?" É vantajoso mudar a sua escolha de porta? Craig F. Whitaker Columbia, Maryland | ” |

Esta questão, chamada de "O Problema de Monty Hall" por causa de sua semelhança com cenários do game show Let's Make a Deal, já existia muito antes de ser colocada para vos Savant, mas foi trazida à atenção nacional dos Estados Unidos pela sua coluna. Vos Savant respondeu argumentando que a seleção deve ser trocar para a porta #2 porque ela tem 2/3 de chance de sucesso, enquanto a porta #1 tem apenas 1/3. Ou para sumarizar, 2/3 das vezes a porta aberta #3 indicará o local da porta com o carro (a porta que você não tinha escolhido e não foi aberta pelo apresentador). Apenas 1/3 das vezes a porta aberta #3 levá-lo-á a mudar da porta vencedora para uma porta perdedora. Estas probabilidades supõem que você altera a sua escolha de porta quando a #3 é aberta, e que o anfitrião sempre abre uma porta com uma cabra.
Esta resposta provocou cartas de milhares de leitores, quase todas argumentando que as portas  #1 e #2 cada uma tem uma probabilidade igual de sucesso. Vos Savant reafirmou a sua posição num artigo subsequente o que serviu apenas para intensificar o debate e logo se tornou um artigo na primeira página do The New York Times. Entre as fileiras dos argumentos contrários estavam centenas de académicos e matemáticos.
No final, Marilyn estava certa, e a escolha mais vantajosa era mudar de porta. 

## Publicações
- 1985 - Omni I.Q. Quiz Contest
- 1990 - Brain Building: Exercising Yourself Smarter (co-written with Leonore Fleischer)
- 1992 - Ask Marilyn: Answers to America's Most Frequently Asked Questions
- 1993 - The World's Most Famous Math Problem: The Proof of Fermat's Last Theorem and Other Mathematical Mysteries
- 1994 - More Marilyn: Some Like It Bright!
- 1994 - "I've Forgotten Everything I Learned in School!": A Refresher Course to Help You Reclaim Your Education
- 1996 - Of Course I'm for Monogamy: I'm Also for Everlasting Peace and an End to Taxes
- 1996 - The Power of Logical Thinking: Easy Lessons in the Art of Reasoning…and Hard Facts about Its Absence in Our Lives
- 2000 - The Art of Spelling: The Madness and the Method
- 2002 - Growing Up: A Classic American Childhood